# Дирекция на професиите
Дирекцията на професиите е държавна институция в България, съществувала от 1941 до 1946 година.
Създадена е чрез обособяването на Отдела за организиране и контролиране на професиите при Министерството на търговията, промишлеността и труда в самостоятелна дирекция, пряко подчинена на министър-председателя.
Основната задача на Дирекцията на професиите е финансирането и контролирането на казионните професионални организации. Тя координира и създадената по германски модел пропагандна кампания „Труд и радост“.
Закрита е през 1946 година, след което контролът върху профсъюзите се осъществява от Министерството на социалните грижи и от апарата на Българската комунистическа партия.